# Liubov Gurina
Liubov Gurina (Unión Soviética, 6 de agosto de 1957) fue una atleta soviética, especializada en la prueba de 800 m en la que llegó a ser subcampeona mundial en 1983.

## Carrera deportiva
En el Mundial de Helsinki 1983 ganó la medalla de plata en los 800 metros, con un tiempo de 1:56.11 segundos, llegando a la meta tras la checoslovaca Jarmila Kratochvílová y por delante de su compatriota la también soviética Yekaterina Podkopayeva.
Y posteriormente, en el Campeonato Europeo de Atletismo de 1994 ganó el oro en la misma prueba, con un tiempo de 1:58.55 segundos, llegando por delante de la bielorrusa Natalya Dukhnova y la también rusa Lyudmila Rogachova.